# Place de la Cathédrale (Lausanne)
Pour les articles homonymes, voir Place de la Cathédrale.
La place de la Cathédrale de Lausanne, en Suisse, désigne la totalité de l'espace public qui entoure la cathédrale.

## Histoire

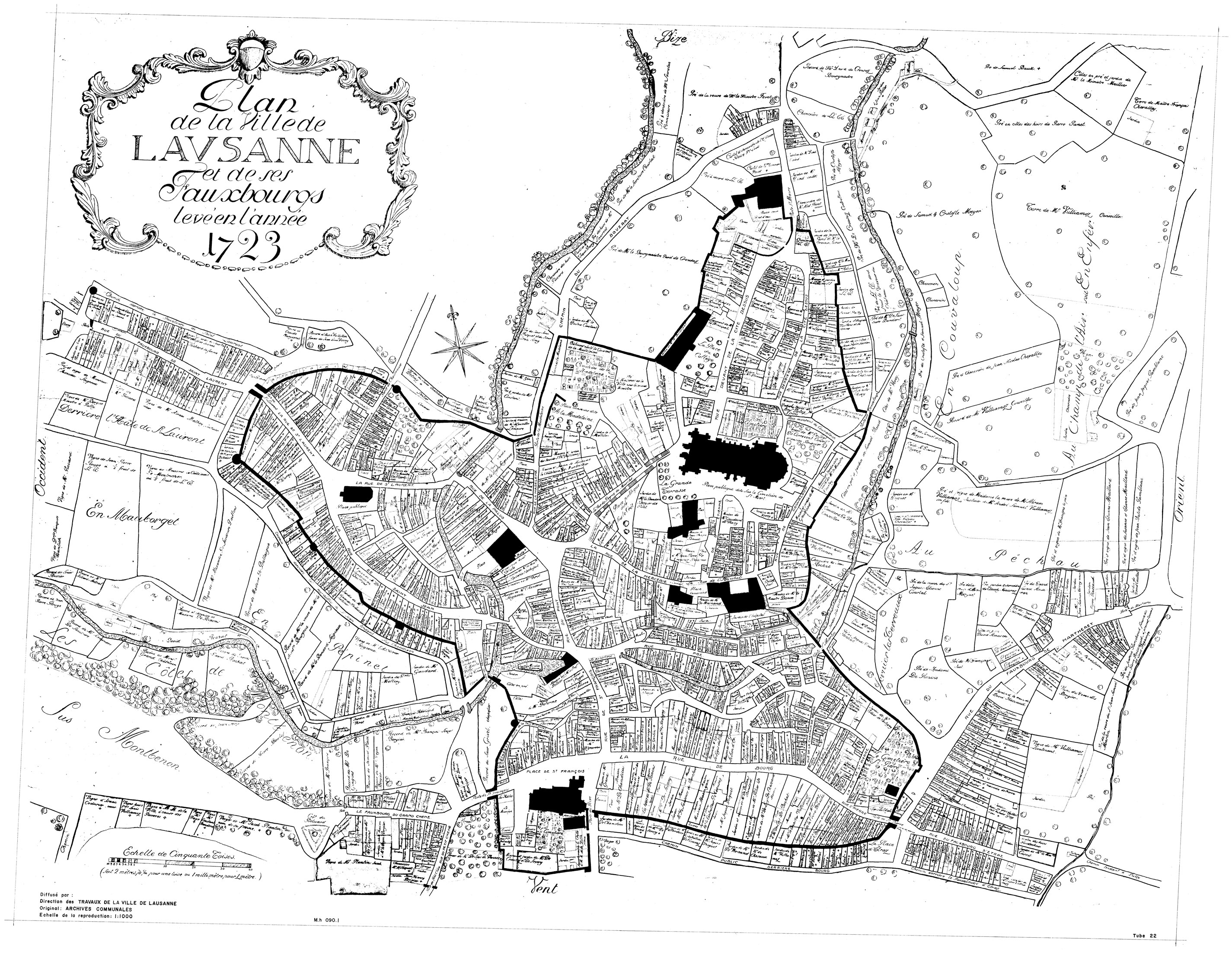
Plan de la ville datant de 1723 ; on y retrouve le cimetière au nord de la cathédrale, la terrasse au sud-ouest et la place publique au sud.

L'existence de la place de la Cathédrale est évidemment liée à celle de la cathédrale Notre-Dame, devant laquelle, dès sa construction, un espace est réservé à la circulation et à la sortie des offices. Au XIVe siècle, la présence attestée d'une fontaine sous-entend qu'il existe alors un dégagement entre le portail et les escaliers du Marché, à l'est. Au début du XVIIe siècle, afin de faciliter la circulation entre les édifices qui jouxtent la cathédrale, le cimetière qui flanque le sud de l'église est déplacé au nord.
En 1707, une terrasse est construite à l'angle sud-ouest de la cathédrale, sur les ruines d'une partie de l'ancien palais épiscopal. Vers 1716-1717, elle est agrandie à l'est, donc au sud de l'église, avec les matériaux récupérés de la destruction, l'année précédente, de la chapelle Saint-Maur. Cette zone est signalée comme « place publique dite sus le cimetière de St-Mort ». La terrasse, plantée d'une double rangée de marronniers, offre un panorama étendu. On y tire les salves d'honneur lors des anniversaires et des visites de personnalités. La porte des escaliers du Marché est détruite à la fin du siècle et le pasteur David Levade, en 1782, fait bâtir à sa place le pavillon Levade qui, soutenu par des colonnes, surplombe depuis les escaliers. Des bancs sont installés sur la terrasse en 1788. Parmi les bâtiments qui bordent la place se trouve l'ancien évêché, utilisé alors comme siège de tribunal et comme prison. À la fin du siècle, la zone appelée place St-Maur, située sous la rosace de la cathédrale, est nivelée. De plus, en 1902, la destruction d'une maison voisine permet d'y ajouter un jardin.
La prison et le tribunal quittent la place respectivement en 1904 et en 1927. Une partie du bâtiment de l'Ancien Évêché est détruite en 1930, ce qui permet à la terrasse, qui prendra le nom d'esplanade de la Cathédrale, d'augmenter sa surface. Elle est dotée d'un pont de danse en 1971, puis d'un échiquier géant. Le stationnement des véhicules est interdit autour de la cathédrale dès 1973. La place est en outre recouverte de pavés. En août 2020, les zones ouest, sud et est de la place deviennent piétonnes.

## Situation et accès
La place de la Cathédrale est en grande partie piétonne. On y accède par les escaliers du Marché à l'ouest, par les rues Cité-Devant et Cité-Derrière au nord, par l'avenue Menthon à l'est et par les rues Saint-Étienne et Louis-Auguste-Curtat au sud. En août 2020, une grande partie de la place de la Cathédrale est complètement libérée du trafic. Seule la partie nord de la place reste ouverte à la circulation, permettant l'accès, par l'avenue Menthon et le tronçon sud de la rue Cité-Devant, aux places de stationnement situées à l'ouest de la rue Charles-Vuillermet.

### Transports publics
Aucun transport public ne passe sur la place elle-même. Malgré tout, la ligne 16 des transports publics de la région lausannoise possède un arrêt à la rue Pierre-Viret, en bas de la première volée de marches des escaliers du Marché. Et la station Bessières de la Ligne M2 du métro de Lausanne se trouve à cent mètres.

## Description
La place de la Cathédrale forme un anneau qui entoure la cathédrale, auquel s'ajoute l'esplanade à l'ouest, plantée d'une double rangée de marronniers, qui offre un panorama étendu sur la ville.

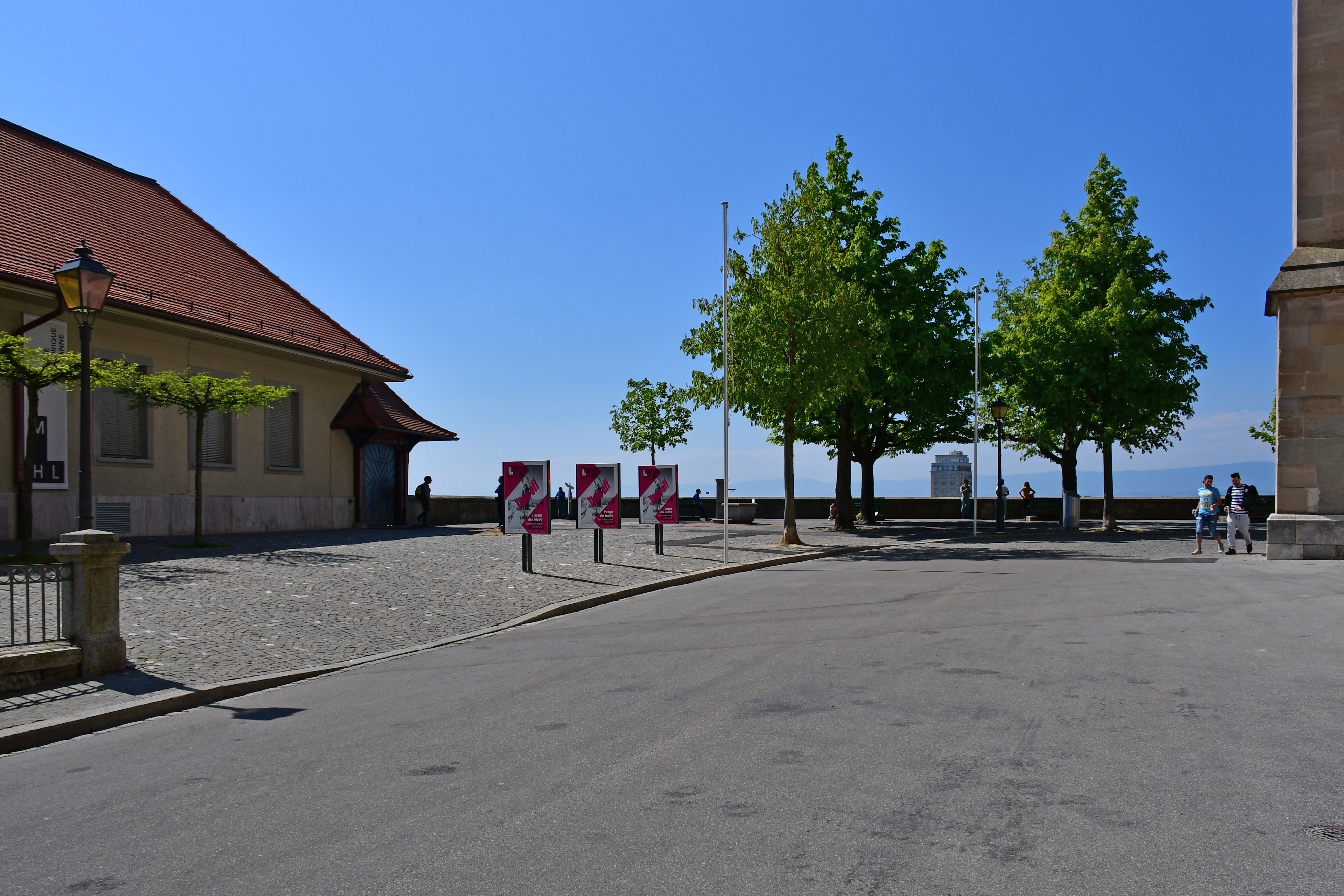
Le sud de la place, avec son esplanade dans le fond.
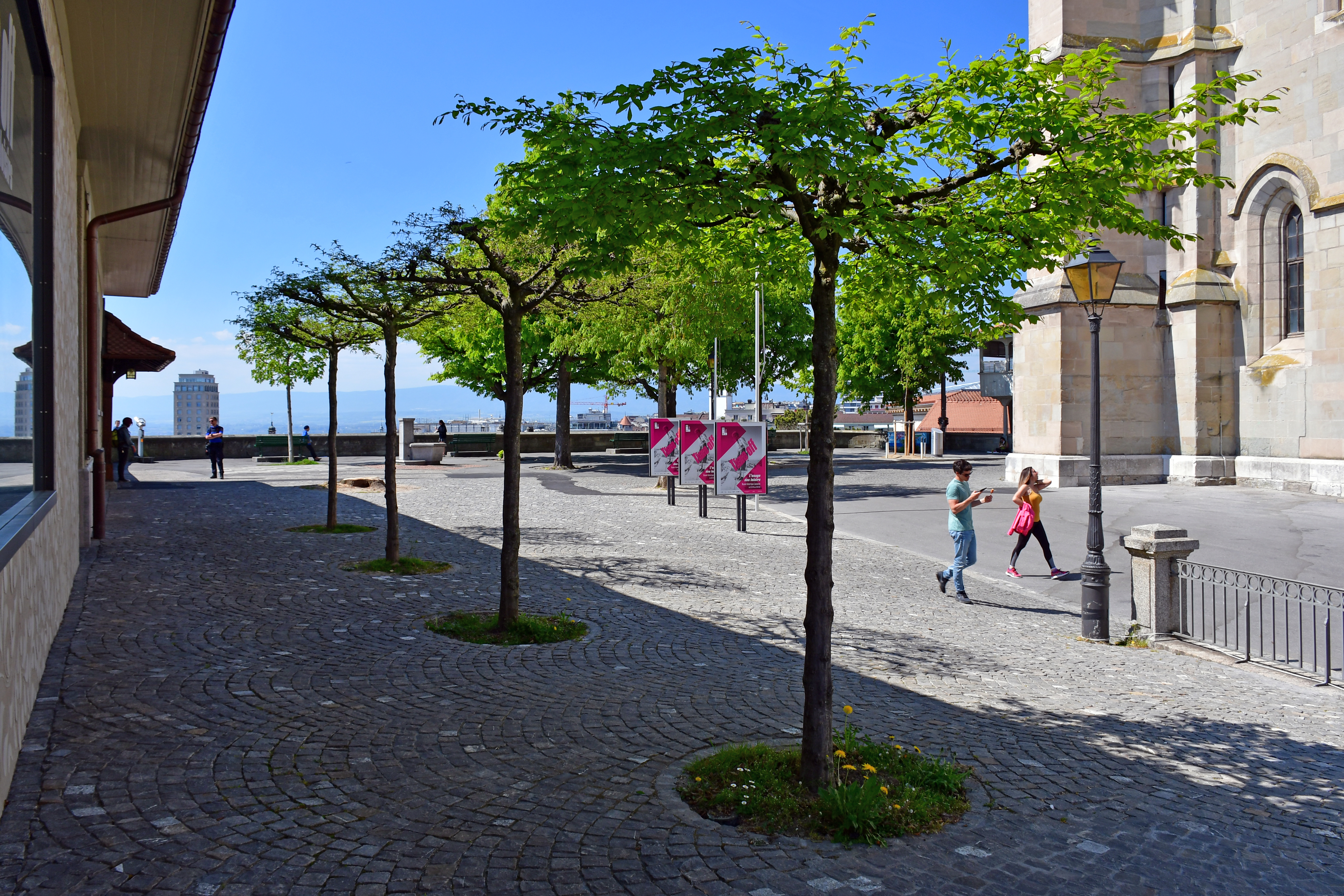
Le sud-ouest de la place.
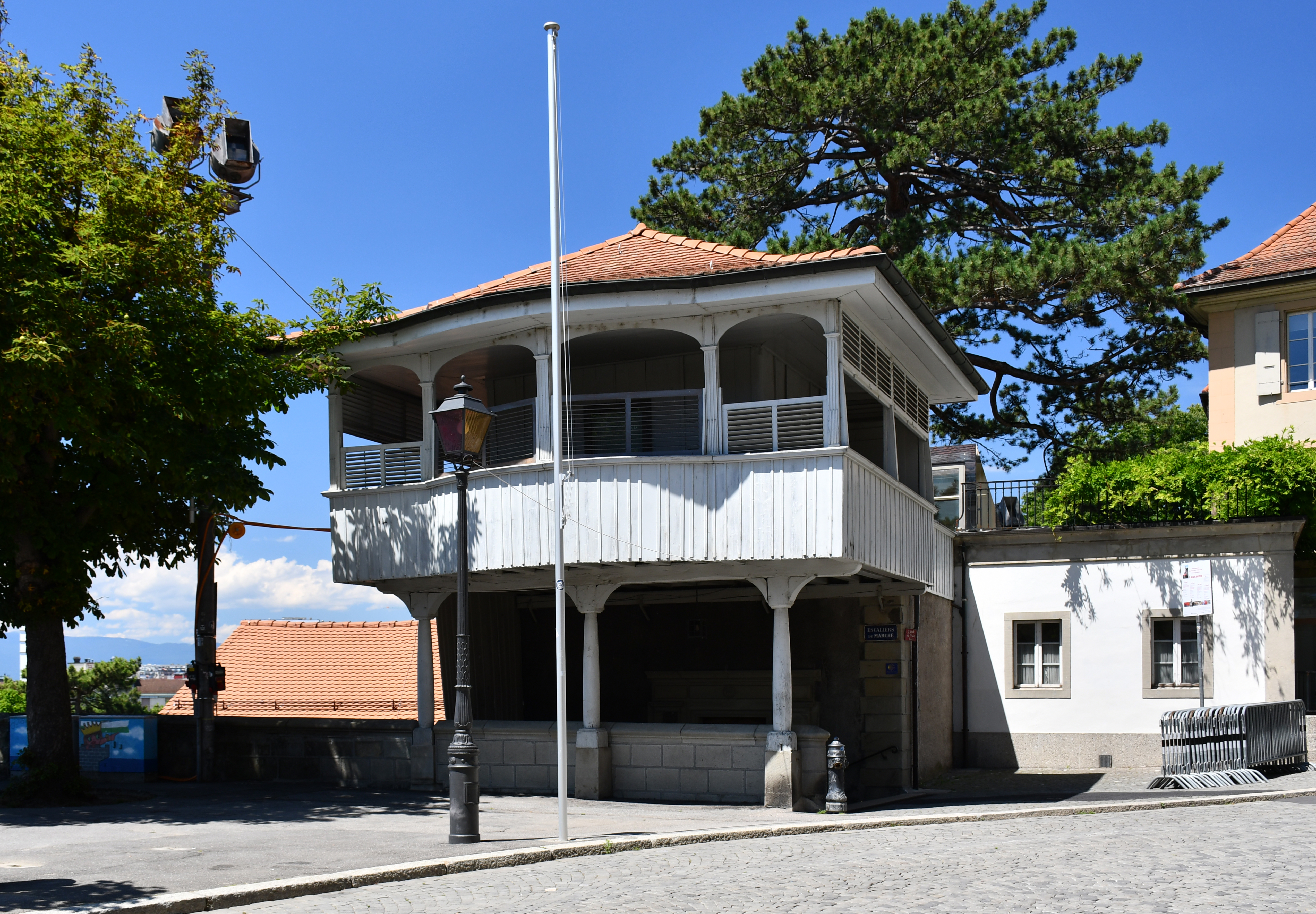
Le pavillon Levade, construit en 1782.
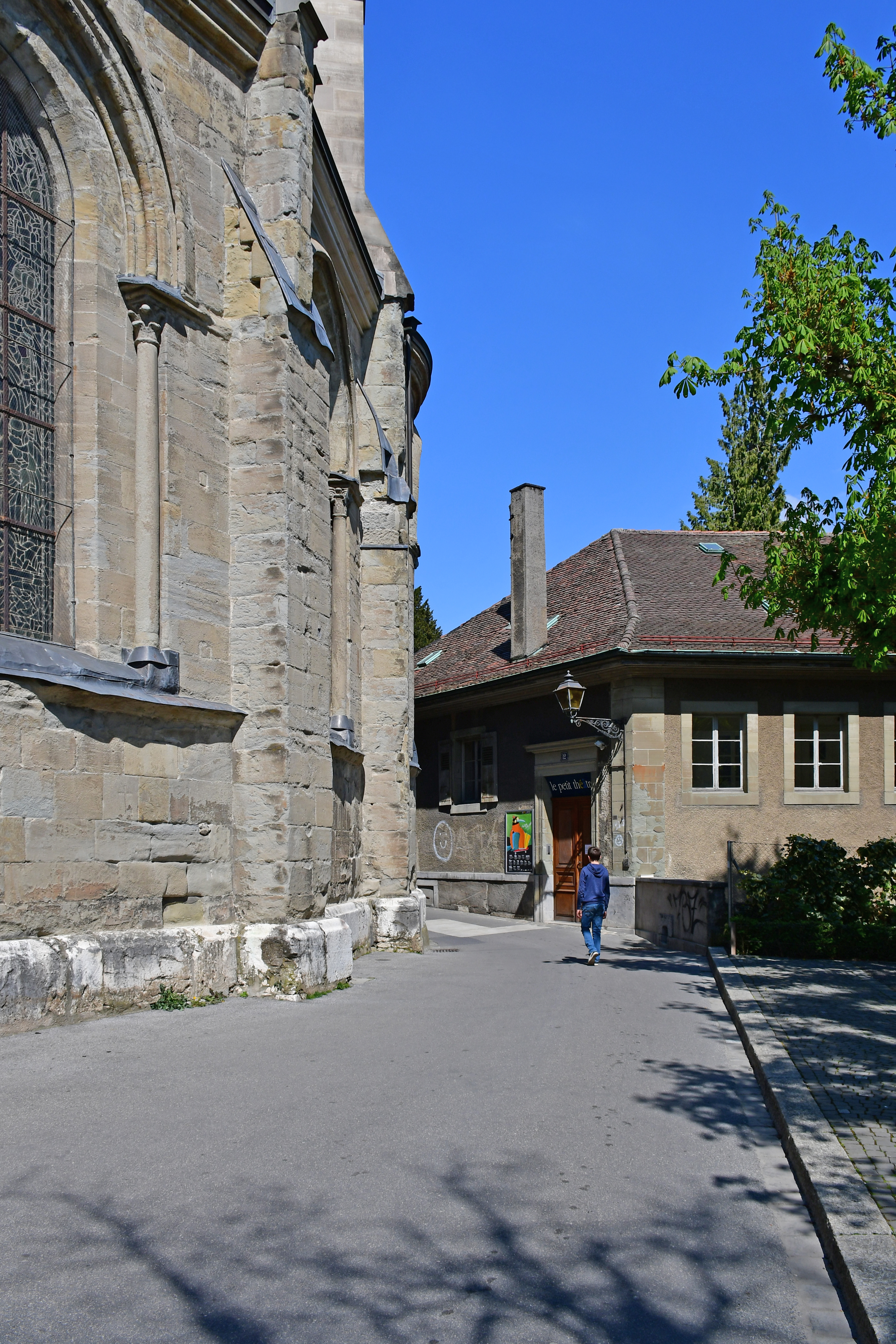
Le sud-est de la place avec, à droite de la photo, le « Petit Théâtre ».
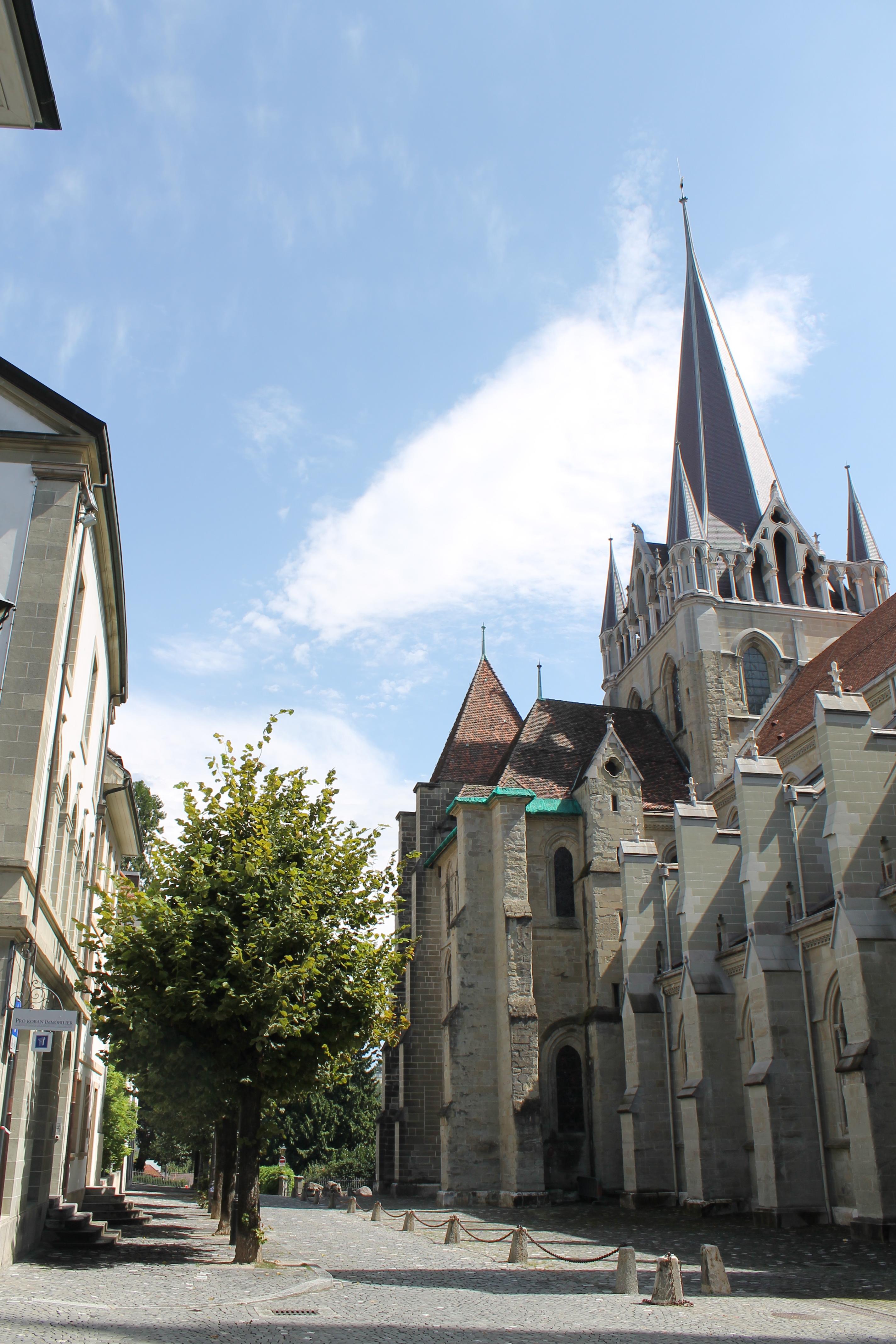
La place au nord de la cathédrale.
Le panorama depuis l'esplanade.